# نيو إنغلاند ريفولوشن

الشعار السابق للنادي (1994-2014)

نيو إنغلاند ريوفولوشن (بالإنجليزية: New England Revolution)‏ هو نادي كرة قدم أمريكي ينافس في دوري كرة القدم الأمريكي. تأسس النادي سنة 1994 وموقعه في مدينة فوكسبوروه في ولاية ماساتشوستس في الولايات المتحدة الأمريكية.